# إصبع
الأَصْبُعُ والأُصْبِعُ والأَصْبِعُ والإِصْبِعُ هو جزء من اليد أو القدم، والأصابع موجودة في الرئيسيات الأخرى، ويد الإنسان العادية تحتوي على خمس أصابع، وتستخدم الأصابع في كثير من الأنشطة مثل اللمس والإمساك بالأشياء والكتابة. ويُوجد في كلّ إصبعٍ من أصابع الإنسان (باستثناء الإبهام) ثلاث مفاصل، تسمّى عموماً البراجم.
| 1. الإبهام 2. السبابة 3. الوسطى 4. البنصر 5. الخنصر |

## المصدر
1. ↑  المعجم الموحد لمصطلحات علم الأحياء، سلسلة المعاجم الموحدة (8) (بالعربية والإنجليزية والفرنسية)، تونس: مكتب تنسيق التعريب، 1993، ص. 115، OCLC:929544775، QID:Q114972534
2. ↑  محمد مرعشي (2003). معجم مرعشي الطبي الكبير (بالعربية والإنجليزية). بيروت: مكتبة لبنان ناشرون. ص. 55. ISBN:978-9953-33-054-9. OCLC:4771449526. QID:Q98547939.

- كتاب حقيقة الدينار والدرهم والصاع والمد لأبي العباس أحمد العزفي السبتي.
- علي جمعة المكاييل والموازين الشرعية.